# Вальга (приток Катромы)
Вальга — река в России, протекает в Сямженском и Харовском районах Вологодской области. Устье реки находится в 6 км по правому берегу реки Катрома. Длина реки составляет 17 км.
Вальга берёт начало в болотах в северо-восточнее нежилой деревни Бурачевская в 14 км к северо-западу от посёлка Гремячий. Течёт на юго-восток, затем на юго-запад по лесистой местности. Крупных притоков нет. В нижнем течении образует границу Сямженского и Харовского районов. Впадает в Катрому ниже деревни Дягилево и 6 километрами выше устья самой Катромы в Кубену.

## Данные водного реестра
По данным государственного водного реестра России относится к Двинско-Печорскому бассейновому округу, водохозяйственный участок реки — озеро Кубенское и реки Сухона от истока до Кубенского гидроузла, речной подбассейн реки — Сухона. Речной бассейн реки — Северная Двина.
Код объекта в государственном водном реестре — 03020100112103000005658.